# Along with the Gods: The Two Worlds
Along With the Gods: The Two Worlds (en hangul, 신과함께-죄와 벌; romanización revisada, Sin gwa Hamkke - Joe wa Beol; literalmente: "Together with God - Sin and Punishment") es una película surcoreana de acción, fantasía y drama, dirigida por Kim Yong-hwa y basada en el webtoon de Joo Ho-min, Along With the Gods. Protagonizada por Ha Jung-woo, Cha Tae-hyun, Ju Ji-hoon y Kim Hyang-gi.
La película fue rodada como una, pero presentada en dos partes. La primera,  Along with the Gods: The Two Worlds, fue estrenada el 20 de diciembre de 2017. Mientras la segunda entrega,  Along with the Gods: The Last 49 Days, fue lanzada en agosto de 2018.
Fue la más taquillera de las películas surcoreanas estrenadas en 2017, con una recaudación de 94 millones de dólares. A partir de febrero de 2018, Along with the Gods: The Two Worlds es la segunda película más vista en la historia del cine surcoreano.

## Sinopsis
La película narra la historia de la muerte de un ordinario bombero llamado Ja-hong (Cha Tae-hyun), y de Gang-rim (Ha Jung-woo), el jefe de las parcas, que escolta a Ja-hong a la vida después de la muerte, donde se le asignará un defensor público para que lo represente en siete juicios en 49 días para averiguar cómo vivió su vida y dónde debería pasar el resto de la eternidad.
Siete son los infiernos en los que será juzgado el fallecido según sus pecados: engaño, desidia, injusticia, traición, violencia, asesinato y crueldad familiar.

## Elenco

### Principal
- Ha Jung-woo como el guardián Gang-rim.[18]
- Cha Tae-hyun como Kim Ja-hong.
  - Sung Yu-bin como Ja-hong (de joven).
- Ju Ji-hoon como el guardián Hae Won-maek.[19]
- Kim Hyang-gi como la guardiana Lee Deok-choon.

### Secundarios
- Kim Dong-wook como Kim Soo-hong, hermano de Kim Ja-Hong.
- Im Won-hee como un fiscal.
- Oh Dal Soo como segundo fiscal
- Jung Hae-kyun como el Dios del Asesinato en el Infierno.
- Ye Soo Jung como la madre de los hermanos Kim.

### Participación especial
- Yoo Jun-sang como Bombero muerto.
- Lee Jung-jae como Yeomra, rey y dios de la muerte y la crueldad familiar.
- Kim Su-ro como Padre de la niña.
- Kim Ha-neul como Songje, Diosa de la Traición en el Infierno.
- Kim Hae-sook como Chogang, Diosa de la Indolencia/desidia en el Infierno.
- Lee Geung-young como Ogwan, el Gran Rey de los Sentidos.
- Kim Min-jong como mensajero de la vida después de la muerte.
- Ma Dong seok como Seongju.
- Do Kyungsoo como Cabo Won Dong Yeon.

### Otros personajes
- Kim Su-an como Teasan, rey y dios del infierno de las mentiras.
- Yoon Ji-on como un legionario.
- Ahn Ji-ho como niño kitán.
- Tae Won-seok como un oficial de la policía militar.
- Im Chul-soo como el bombero n.º 3.
- Oh Hee-joon como un soldado que hace de intérprete.

## Adaptación
El 28 de diciembre de 2017, Realies Pictures, la compañía de producción de Along with the Gods: The Two Worlds, anunció una adaptación a la televisión de la película. Según la compañía, el guion será escrito en 2018, y el drama se produciría en el año 2019.

## Premios y nominaciones
| Año  | Premio                                                           | Categoría                  | Nominado                             | Resultados | Ref.          |
| ---- | ---------------------------------------------------------------- | -------------------------- | ------------------------------------ | ---------- | ------------- |
| 2018 | 9 Premios de Cine de Corea de la Asociación de cronistas (KOFRA) | Persona del Año, película  | Kim Yong-hwa                         | Ganadora   | [ 21 ]        |
| 2018 | 12 Asian Film Awards                                             | Mejor Película de Acción   | Junto con los Dioses: Los Dos Mundos | Nominada   | [ 22 ]        |
| 2018 | 12 Asian Film Awards                                             | Mejor Diseño de Producción | Lee Mok-won                          | Nominada   | [ 22 ]        |
| 2018 | 12 Asian Film Awards                                             | Mejores Efectos Visuales   | Jin Jong-hyun                        | Nominada   | [ 22 ]        |
| 2018 | 54 Baeksang Arts Awards                                          | Mejor Película             | Junto con los Dioses: Los Dos Mundos | Ganador    | [ 23 ]        |
| 2018 | 54 Baeksang Arts Awards                                          | Mejor Director             | Kim Yong-hwa                         | Ganador    | [ 23 ]        |
| 2018 | 54 Baeksang Arts Awards                                          | Mejor Actor de Reparto     |                                      | Nominado   | [ 23 ]        |
| 2018 | 7th Korea Best Star Award                                        | Mejor actor de reparto     | Kim Dong-wook                        | Ganador    |               |
| 2018 | 38th Golden Cinema Film Festival                                 | Mejor actor de reparto     | Kim Dong-wook                        | Ganador    |               |
| 2018 | 39th Blue Dragon Film Award                                      | Best Leading Actor         | Ha Jung-woo                          | Nominado   |               |
| 2018 | 39th Blue Dragon Film Award                                      | Mejor actor de reparto     | Kim Dong-wook                        | Nominado   |               |
| 2018 | KCA Consumer Day Award                                           | Best Film Actor            | Ha Jung-woo                          | Ganador    | [ 24 ]        |
| 2018 | Marie Claire Film Award                                          | Pioneer Award              | Ha Jung-woo                          | Ganador    |               |
| 2018 | 23rd Chunsa Film Art Award                                       | Mejor actor de reparto     | Kim Dong-wook                        | Ganador    |               |
| 2018 | 54th Baeksang Arts Award                                         | Mejor actor de reparto     | Kim Dong-wook                        | Nominado   |               |
| 2018 | 2nd Seoul Award                                                  | Best Actor (Film)          | Ha Jung-woo                          | Ganador    | [ 25 ] [ 26 ] |